# Induzierte Seismizität
Unter dem Begriff induzierte Seismizität werden durch menschliche Aktivitäten verursachte Erdbeben zusammengefasst. Man versteht darunter überwiegend kleine seismische Ereignisse, das heißt kaum- oder nicht-spürbare Erdbeben, die nur von seismischen Observatorien (vgl. → Seismograph) registriert werden. Nur in seltenen Fällen handelt es sich um spürbare oder sogar sehr zerstörerische Erdbeben.

## Ursachen
Induzierte Seismizität entsteht infolge verschiedener Eingriffe des Menschen in die Natur, meist solcher, durch die sich die lokalen Spannungsverhältnisse in der oberen Erdkruste ändern oder durch die lokal die Scherfestigkeit des Gesteinsverbandes im Untergrund herabgesetzt wird. Dazu gehören
- intensiver untertägiger Bergbau in wenig standfestem[Anm. 1] Gebirge,
- die Anlage von großen Stauseen,
- die Verpressung großer Mengen wässriger Lösungen im tiefen Untergrund,
- die Erdöl- oder Erdgasförderung mittels Hydraulic Fracturing (‚Fracking‘),
- das Einpressen von Fluiden (Wasser, Kohlendioxid, Stickstoff) bei der Sekundär- und Tertiärförderung aus konventionellen Erdöl- und Erdgaslagerstätten
- das Hot-Dry-Rock-Verfahren in der tiefen Geothermie,
- die Entnahme großer Mengen von Fluiden (Erdgas, Erdöl, Grundwasser) aus dem tieferen Untergrund in relativ kurzer Zeit sowie
- diverse unterirdische Explosionen (z. B. Nukleartests, Sprengungen im Tunnel- oder Bergbau).[1]

In den allermeisten Fällen ist die Stärke der hervorgerufenen seismischen Ereignisse sehr gering und liegt meist unter der Grenze der Wahrnehmbarkeit durch Menschen. Aber auch größere Erdbeben mit Magnituden über 5 sind schon registriert worden. Die Human-Induced Earthquake Database führt derzeit (Stand Februar 2018) über 750 Erdbeben, die auf menschliche Aktivitäten zurückgeführt werden, die meisten davon (37 %) als Bergbaufolge.
Manchmal unterscheidet man „ausgelöste Seismizität“ (triggered seismicity) von induzierter Seismizität im engeren Sinne. Bei ausgelöster Seismizität werden natürlich entstandene Spannungen in der oberen Erdkruste durch den Eingriff des Menschen abgebaut. Bei induzierter Seismizität im engeren Sinne werden Spannungen in der oberen Erdkruste durch den Eingriff des Menschen herbeigeführt, bis diese sich durch ein seismisches Ereignis abbauen.
Induzierte Seismizität (im weiteren Sinne) kann durch Veränderungen der mechanischen Spannungen oder Veränderungen der Scherfestigkeit im Gestein der Erdkruste entstehen, die vom Menschen verursacht werden. Belastungen der Erdoberfläche gibt es durch das Gewicht des Wassers von Stauseen, Entlastungen durch Bergbau. Eingepresste Flüssigkeiten oder erhöhter Porenwasserdruck können die Scherfestigkeit des Gesteins herabsetzen.
Das Wasser wirkt dabei wie ein Schmiermittel in Verwerfungen oder Brüchen im Gesteinskörper.
Bei mehreren Talsperren sind stauseeinduzierte Erdbeben beobachtet worden oder werden vermutet. Das stärkste möglicherweise stauseeinduzierte Erdbeben (Magnitude 7,9) fand am 12. Mai 2008 in der Nähe der Zipingpu-Talsperre im Süden Chinas statt. Dabei kamen 90.000 Menschen ums Leben und es entstand großer Sachschaden. Die Staumauer brach nicht, trug aber Risse davon. Weitere Fälle sind:
- Koyna-Talsperre, Indien, Magnitude 6,5 (1967), ca. 200 Tote
- Xinfeng-Stausee (Hsinfengkiang), China, Magnitude 6,1 (1962)
- Kariba-Talsperre, 20 Beben mit Magnitude zwischen 5,0 und 5,8
- Lake Mead (Hoover Dam)
- Nurek-Staudamm
- Kremasta-Talsperre

Eine Vielzahl weitere Fälle von induzierter Seismizität bei Stauanlagen ist bekannt.
Induzierte Erdbeben durch andere Bauarbeiten waren beispielsweise folgende Ereignisse: 
- Von 1962 bis 1966 wurden in der Nähe von Denver, Colorado, ungefähr 620.000 Kubikmeter Abwässer der chemischen Industrie im Untergrund verpresst. Während des Betriebs und auch noch nach Stilllegung der Verpressungsanlage wurden 1300 seismische Ereignisse, drei davon mit einer Magnitude von mindestens 5,0 registriert. Diese stärksten Erdbeben traten erst rund ein Jahr nach Ende der Verpressung auf.[7]
- In den Kaliabbaugebieten in Mitteldeutschland wurden beim Zusammenbrechen von Hohlräumen unter Tage Erdbeben erzeugt, so bei Sünna am 23. Juni 1975, bei Völkershausen am 13. März 1989 und bei Halle (Saale) am 11. September 1996.[4]
- Ende 2006 wurden in einer ca. 5000 m tiefen Probebohrung des „Deep Heat Mining Basel“-Geothermieprojekts in der Nähe von Basel im Rahmen einer Hot-Dry-Rock-Maßnahme ein Schwarmbeben mit hunderten kleineren Erdstößen bewusst ausgelöst. Der stärkste davon erreichte jedoch eine unerwartet hohe Magnitude von 3,4 und lag damit in einer Größenordnung, in der Gebäude geringfügig beschädigt werden können. Dieser deutlich spürbare Erdstoß verunsicherte Politiker und Bevölkerung so nachhaltig, dass das Projekt gestoppt wurde.[8]
- Im Mai 2011 wurden in Lorca, Spanien, durch die Grundwasserentnahme Erdbeben ausgelöst, die eine Magnitude von 5,1 erreichten. Dabei kamen neun Menschen ums Leben.[9]